# Осока розтягнена
Осока розтягнена, осока розтягнута (Carex extensa) — вид трав'янистих рослин з родини осокові (Cyperaceae), поширений у Європі, західній Азії, Північній Африці.

## Опис
Багаторічна рослина 10–50 см. Пластинки серединних листків 2–3 мм шириною, слабо потовщені, 1-складчасті, загорнуті на верхню сторону. Мішечки широко-яйцюваті, тупо-3-гранні, сіро-зелені, 3.5–4 мм довжиною, з жилками і червоними крапками. 2n = 60.

## Поширення
Поширений у Європі, Північній Африці, західній Азії (Кіпр, Туреччина, Вірменія, Азербайджан, Грузія, Ізраїль, Йорданія, пн. Іран); інтродукований до США (Вірджинія, Нью-Йорк, Меріленд).
В Україні вид зростає на низьких піщаних берегах або в піщаних степах близько морських узбереж — на узбережжі Чорного і Азовського морів, зрідка.
Цьому виду загрожує переважно розвиток інфраструктури в прибережних районах.